# Obelisco de Letrán
El Obelisco de Letrán (en italiano: Obelisco Lateranense ) es el obelisco más alto de Roma, y el más grande aún en pie de los antiguos obeliscos egipcios en el mundo con 32,18 m de alto (45,70 m con la base y la cruz), y pesa 455 toneladas. Se encuentra en la plaza frente a la Archibasílica de San Juan de Letrán. Construido por Tutmosis III, y epigrapiado por Tutmosis IV alrededor del 1400 a. C., fue trasladado a Roma por los emperadores romanos Constantino y su hijo Costancio.

## Historia
Originario del templo de Amón en Karnak, el obelisco fue traído primero a Alejandría por el Nilo en un barco obelisco en el siglo IV, junto con el Obelisco de Teodosio, por disposición de Constancio II. Tenía la intención de llevar ambos a Constantinopla, la nueva capital del imperio romano, pero el obelisco nunca llegó allí.